# ACDC通り
ACDCレーン、ACDC通り（エーシー・ディーシーどおり、ACDC Lane）は、オーストラリア・ビクトリア州メルボルンにある狭く短い通り。メルボルンの中心業務地区にあるフリンダース・レーン(Flinders Lane)を、イグジビション・ストリートとラッセル・ストリートの中間で曲がって南下する小路である。南端でダックボード・プレイス(Duckboard Place)に突き当たるまで50mあまりの長さがある。
以前は、コーポレーション通りと称されていたが、2004年10月1日に、オーストラリアのロック・バンドAC/DCを讃えて改称された。メルボルン市議会における街路名改称提案の投票結果は全会一致で可決であった。バンド名のトレードマークになっている「AC」と「DC」の間の稲妻ないしスラッシュ(/)は、地名登録局(the Office of the Registrar of Geographic Names)の地名表記の方針に合致しないため、通りの名としては省略されることになった。
当時メルボルンの市長(Lord Mayor)だったジョン・ソー（蘇震西）は、改称の式典で「歌にも歌われているように、地獄行きのハイウェイ(a highway to hell)もありますが、ここは天国行きの小路です。ロックしましょう。」と挨拶した。これに続いて、バグパイプの楽隊が「ロング・ウェイ・トゥ・ザ・トップ」を演奏した。改称からひと月後に、街路名標識の上下に、稲妻を表すパネルが取り付けられたが、これは後日撤去された。
ロックンロール・ナイトクラブのチェリーバーは、この通りに面している。

## 改称の理由
メルボルンにおいては、コーポレーション通りという街路名称は、特に固有の名称を与えられていない通りの呼称として一般的に使われる普通名詞である。この改称は、AC/DCのメルボルンとの結び付きや、オーストラリアの文化を世界的に広める文化的大使としての役割、またこの通りが市の中心部においてバーやロック関係施設が集まっている一角にあることなどを考慮して行なわれた。

## スペインのAC/DC通り
スペインの首都マドリード南方の近郊都市レガネスには、「AC/DC通り (Calle de AC/DC・北緯40度19分32.8秒 西経3度45分28.2秒)」と名付けられた通りがある。この通りは、メルボルンのACDC通りよりも6年早く、2000年3月22日にこの名がつけられている。この命名は、ホセ・ペレス・ライス(José Pérez Raiz)市長の発案によるもので、命名式にはアンガス・ヤングとマルコム・ヤングも出席した。